# Галимзян Хусаинов
Галимзян Хусаинов (на татарски: Галимҗан Хөсәенев; на руски: Галимзян Хусаинов) е татарски съветски футболист и треньор. Почетен майстор на спорта на СССР (1967). Член на КПСС.
В продължение на няколко години Хусаинов е капитан на Криля Советов и Спартак Москва. Той играе за националния отбор на СССР, като отбелязва гол на финала на Европейското първенство през 1964 г., където СССР е сребърен медалист.

## Кариера
Хусаинов е роден в с. Новое Иглайкино на Татарската АССР. Започва кариерата си в школата на Динамо Куйбишев през 1953 г. След 3 години в Динамо, Хусаинов започва да играе в първия отбор на Криля Советов. Там се представя 3 години, като е лидер и капитан на отбора.
През 1960 г. започва да получава покани от всички водещи клубове в страната, но е твърдо решен да играе за Спартак Москва, където е искан лично от старши треньора Николай Старостин, който казва за него: „Малък, но ценен“. Първоначално Хусаинов действа в Спартак твърде индивидуално, но след това започва да играе с къси пасове към своите съотборници. През 1967 г. става капитан на отбора, печели 2 съветски първенства и 3 купи на СССР, както и 2 сребърни и 2 бронзови медала от шампионата. В същото време, във финала на Купата на страната през 1963 г., Хусаинов отбелязва гол с директен удар от корнер.
С националния отбор на СССР дебютира 17 август 1960 г. в мач срещу ГДР, в който съветските играчи печелят с 1:0. Първият му гол в националния отбор Хусаинов отбелязва във финала на Европейското първенство през 1964 г., в който СССР губи от Испания.
След края на кариерата си работи като треньор. В това си качество Хусаинов няма самостоятелна работа и не му харесва да бъде асистент.
Галимзян Хусаинов почива в нощта на 5 февруари 2010 г., след дълго и продължително заболяване – мозъчна атрофия, с която се бори повече от 15 години.

## Отличия

### Отборни
Спартак Москва
- Съветска Висша лига: 1962, 1969
- Купа на СССР по футбол: 1963, 1965, 1971